# Ван дер Пол, Аннелизе
Аннели́зе Луи́з ван дер Пол (нидерл. Anneliese Louise van der Pol; 23 сентября 1984, Налдвейк, Южная Голландия, Нидерланды) — американская актриса нидерландского происхождения, комедиантка, певица и танцовщица. Лауреат премии «Молодой актёр» (2005) в номинации «Выдающиеся молодые исполнители в сериале» за роль Челси Дэниелс из телесериала «Такая Рэйвен» (2003—2007).

## Избранная фильмография
| Год       |    | Русское название                   | Оригинальное название           | Роль                |
| --------- | -- | ---------------------------------- | ------------------------------- | ------------------- |
| 2003—2007 | с  | Такая Рэйвен                       | That's So Raven                 | Челси Дэниелс       |
| 2006      | мс | Ким Пять-с-Плюсом                  | Kim Possible                    | Хизер (озвучивание) |
| 2006      | с  | Всё тип-топ, или Жизнь Зака и Коди | The Suite Life of Zack and Cody | Челси Дэниелс       |
| 2007      | ф  | Братц                              | Bratz: The Movie                | Эйвери              |
| 2010      | ф  | Вампирский засос                   | Vampires Suck                   | Дженнифер           |
| 2011      | с  | Танцевальная лихорадка             | Shake It Up                     | Ронни               |